# 松岩寺 (奥州市)
松岩寺（しょうがんじ）は、岩手県奥州市江刺川原町にある浄土宗の寺院。山号は瑠璃山。本尊は県から文化財に指定されている阿弥陀如来立像。江刺三十三観音第32番札所。

## 文化財
- 銅造阿弥陀如来立像
  - 像高37.5cm、面長4.35cm、臀張11.5cm、袖張10.6cm[2]。鎌倉時代に流行した善光寺如来形式で、1328年（嘉暦3年）に現・福島県いわき市桶売の伊藤四郎が大檀那となり、大工・赤井平五郎によって製作された。辰光背、台座は欠失している。1958年（昭和33年）5月16日、県から有形文化財に指定された[3]。

## 現地情報
- 所在地
  - 岩手県奥州市江刺川原町8-6
- 交通アクセス
  - 東北新幹線水沢江刺駅よりバス、江刺バスセンターより徒歩3分
- 駐車場
  - あり